# Schloss Stolberg (Schwarza)

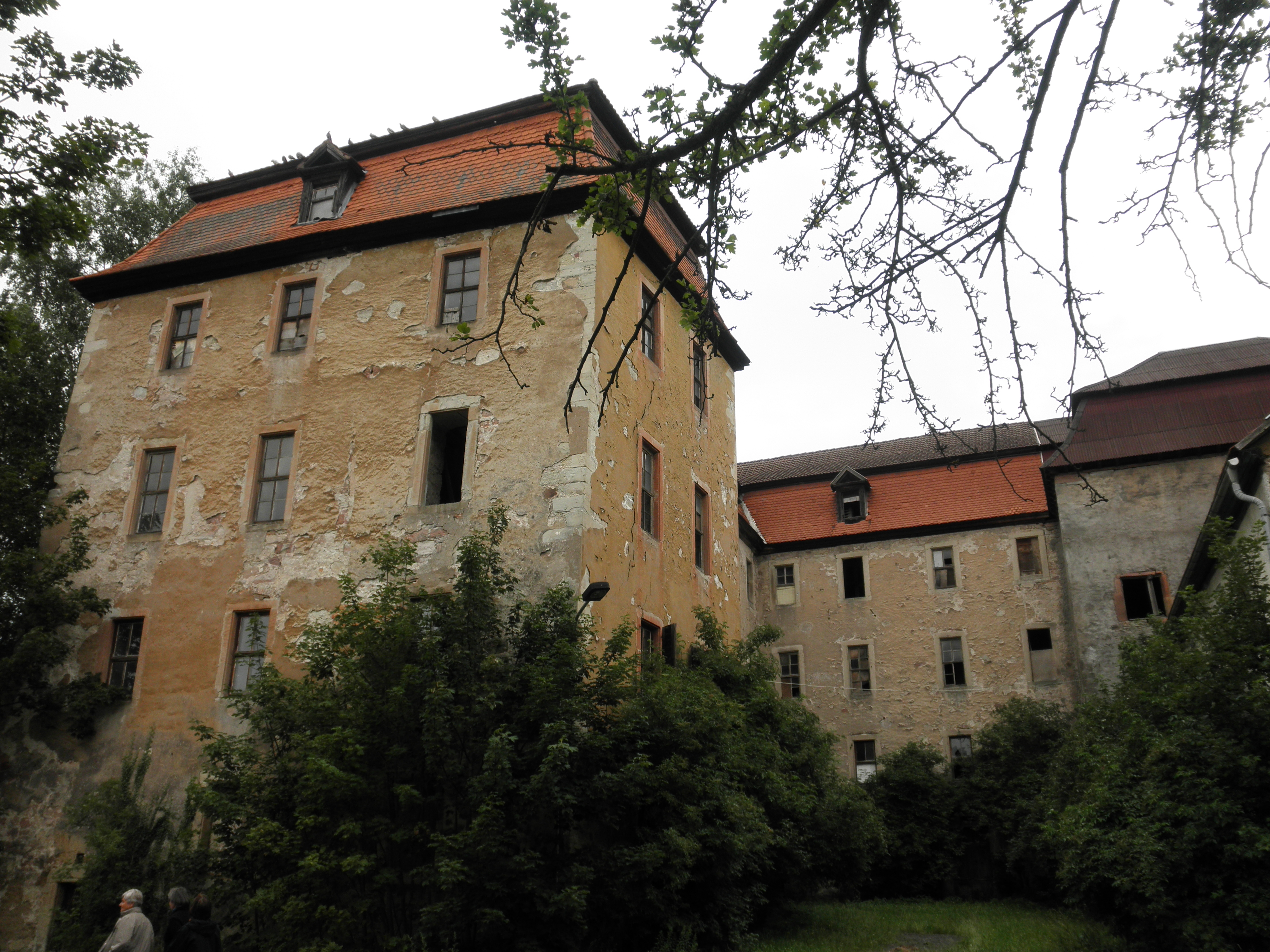
Schloss Stolberg in Schwarza

Schloss Stolberg ist der frühere Besitz der Grafen von Stolberg in Schwarza im Landkreis Schmalkalden-Meiningen in Thüringen.
Das Schloss wurde 1535–1538 auf den Resten der mittelalterlichen Wasserburg Schwarza errichtet. Der Neubau erfolgte im Auftrag des Grafen Albrecht von Henneberg, dem es mit seiner Ehefrau Catharina, geb. Gräfin von Stolberg, als Wohnsitz diente.
1549 kam das Schloss nach dem Tod des letzten Henneberger Grafen der Römhilder Linie in den Besitz der Grafen von Stolberg, deren Sitz es bis 1748 war. Zu Beginn des 18. Jahrhunderts wurde das Schloss umfangreich umgebaut und erweitert, der Nordflügel entstand 1730–1735. 1887 wurde das Schloss verkauft, weitere Besitzwechsel folgten. Zeitweise diente das Schloss als Zigarrenfabrik, 1948 wurden auch Gottesdienste der katholischen Kirchgemeinde im Schloss gehalten. Teile des Schlosses wurden als Wohnungen vermietet. 1965 erwarb der Rat des Bezirkes Suhl das Schloss und übertrug es 1967 in die Rechtsträgerschaft der Gemeinde Schwarza. Diese richtete den Sitz der Gemeindeverwaltung, Kulturräume, das Standesamt und eine Bibliothek im Schloss ein. Im Jahre 1992 verkaufte die Gemeinde das Schloss an Herbert Hillebrand aus dem Rheinland. Da er in finanzielle Schwierigkeiten geraten war, konnte er seine Nutzungskonzeption nicht umsetzen. Das Schlossensemble wurde sich selbst überlassen. Es wechselte seitdem wiederholt den Eigentümer.
Die Kemenate als ältester Teil des Schlosses wurde von 1992 bis 1994 rekonstruiert und mit einem Notdach versehen. Alle Gebäude stehen seit 1992 leer.